# هوندا سی‌بی۱۰۰۰
هوندا سی‌بی۱۰۰۰ (به انگلیسی: Honda CB1000) یک موتورسیکلت چهارسیلندر ۹۹۸ سی‌سی ژاپنی با توان خروجی ۹۷ اسب بخار که بین سال‌های ۱۹۹۲ تا ۱۹۹۸ توسط کمپانی موتورسازی هوندا تولید می‌شد. این موتورسیکلت از انجین هوندا سی‌بی‌آر۱۰۰۰اف استفاده می‌کرد. و برادر کوچکتر هوندا سی‌بی۱۳۰۰ حساب می‌شود.